# Isacio Calleja
Isacio Calleja García (Valle de Cerrato, 6 dicembre 1936 – Madrid, 4 febbraio 2019) è stato un calciatore spagnolo, di ruolo difensore. Campione d'Europa con la nazionale spagnola nel 1964.

## Carriera

### Club
Calleja iniziò a giocare come terzino per il Femsa, sino a quando, nel 1958, venne ceduto al Guadalajara che lo mandò subito all'Atlético Madrid, dove debuttò nella Primera División spagnola il 4 gennaio 1959 nella partita persa contro il Real Oviedo (2-1).

Calleja (n. 3) saluta Pierluigi Cera il 21 ottobre 1970, prima della sfida di Coppa dei Campioni tra i Colchoneros e il.

Nel 1960 vinse la Coppa del Re, la prima coppa vinta nella sua storia anche dall'Atletico, vittoria riconfermata la stagione seguente.
Nel 1962 vinse la Coppa delle Coppe, primo titolo internazionale anche per il club bianco rosso. In seguito vinse altre due Coppe del Re e divenne campione di Prima Divisione altrettante volte.
Restò nel club per 14 stagioni, nelle quali disputò 298 partite di Liga, 77 di Coppa e 45 in competizioni europee.

### Nazionale
Giocò nella nazionale spagnola in 13 occasioni. Il suo debutto avvenne il 19 aprile 1961 nella partita vinta contro il Galles 2-1. Prese parte al vittorioso Europeo giocato in Spagna nel 1964.

## Dopo il ritiro
Dopo la fine della sua carriera finì gli studi, ottenendo la laurea in Diritto, e divenne rappresentante legale. È morto a Madrid all'età di 82 anni.

## Palmarès

### Club

#### Competizioni nazionali
- Coppa di Spagna: 4

Atlético Madrid: 1959-1960, 1960-1961, 1964-1965, 1971-1972
- Campionato spagnolo: 2

Atlético Madrid: 1965-1966, 1969-1970

#### Competizioni Internazionali
- Coppa delle Coppe: 1

Atlético Madrid: 1961-1962

### Nazionale
- Campionato d'Europa: 1

Spagna 1964